# Caltha sagittata
Caltha sagittata är en ranunkelväxtart som beskrevs av Antonio José Cavanilles. Caltha sagittata ingår i släktet kabblekor, och familjen ranunkelväxter. Inga underarter finns listade i Catalogue of Life.